# Замойско-Любачовска епархия
Замойско-Любачовската епархия (на полски: Diecezja zamojsko-lubaczowska; на латински: Dioecesis Zamosciensis-Lubaczoviensis) е административно-териториална единица на католическата църква в Полша, западен обред. Суфраганна епископия на Пшемишълската митрополия. Установена на 25 март 1992 година с булата „Totus Tuus Poloniae Populus“ на папа Йоан-Павел II. Заема площ от 8 144 км2 и има 456 524 верни. Седалище на епископа е град Замошч.

## Деканати
В състава на епархията влизат деветнадесет деканата.
| - Деканат „Билгорай-Полудне“ - Деканат „Билгорай-Пулноц“ - Деканат „Грабовец“ - Деканат „Замошч“ - Деканат „Краснобруд“ - Деканат „Лашчув“ - Деканат „Любачув“ | - Деканат „Нарол“ - Деканат „Тарногруд“ - Деканат „Тарношин“ - Деканат „Тишовце“ - Деканат „Томашув-Полудне“ - Деканат „Томашув-Пулноц“ - Деканат „Хрубешув-Полудне“ | - Деканат „Хрубешув-Пулноц“ - Деканат „Чешанув“ - Деканат „Шитанец“ - Деканат „Шчебжешин“ - Деканат „Юзефув“ |